# Първа професионална футболна лига
Първа професионална футболна лига (накратко Първа лига, официално efbet Лига поради спонсорски договор)  е най-горната дивизия в българския шампионат по футбол, организирана от Българския футболен съюз и Професионалната футболна лига.
Сезонът е съставен от 30 кръга, включващ разменени гостувания, след което класирането отново се разделя на 3. 
Първата шестица определя шампиона и евроквотите. Сблъсъците между отборите са само по един.
Тези между 7-о и 10-о място се борят за участие в Европа, минаващо през бараж след плейофите. Сблъсъците между отборите са по два. След което техен съперник в директен сблъсък за Лига на конференциите ще бъде заелият 3-то или 4-то място в крайното класиране, като това зависи и кой е спечелил Купата на България. 
В долния край на класирането участват 6 отбора, като и те ще играят само по един път помежду си, следователно имат общо 35 срещи през кампанията. Изпадат последните два, а 14-ият ще играе бараж срещу 3-ия от Втора лига.

## История
Футболно първенство на България се играе от 1924 г. с директни елиминации, а от 1948 г. под формата на лига. Опити за формиране на лига в първото ниво на българския футбол са правени и преди 1948 г. В периода 1937 – 1940 г. в България е създадена Национална футболна дивизия (НФД) с 10 отбора, които са играли всеки срещу всеки на разменено гостуване в един сезон. Първенецът на НФД е бил обявяван за шампион на България.
Важно е да се отбележи, че А РФГ, Висшата лига, А ПФГ и сегашната Първа лига се приемат от футболната история и статистика като първото ниво в първенството на България от 1948 г. – дивизията, в която се състезават най-силните български клубове. В същото време НФД е неразделна част от Държавното първенство преди 1944 г. и нейните три издания не се включват в актива на А група.

### А републиканска футболна група
1През есента на 1948 г. стартира първото първенство на А РФГ. В него вземат участие 10 клуба: столичните Левски, Септември при ЦДВ, Локомотив, Славия и Спартак, Ботев (Варна), Славия (Пловдив), Марек (Станке Димитров), Бенковски (Видин) и Любислав (Бургас). Първият шампион на А РФГ е Левски през сезон 1948/49 г.
Следващият сезон 1949/50 не завършва. След срещите от първия кръг първенството е спряно, поради масови реорганизации във физкултурното движение в България. Възприет е съветския модел за провеждане на първенството в цикъл пролет-есен. През есента на 1949 г. са проведени квалификационни турнири за определяне на участниците в А РФГ за сезон 1950 г., който се провежда с 10 отбора. През следващите два сезона групата е увеличена на 12 отбора, а през сезон 1953 те са 15 (16-ия отбор през този сезон е бил националния отбор на България под името „Сборен отбор“, но актива от неговите срещи не е взиман под внимание за крайното класиране. През сезони 1954 и 1955 г. А РФГ е съставена от 14 отбора, а през сезони 1956 и 1957 – от 10.
През 1958 г. първенството е прекратено след пролетния полусезон. Настъпват нови реорганизации във футбола в България. Отново е върната старата система за провеждане на срещите от А РФГ – есен-пролет. Въпреки че отборите са изиграли само по една среща помежду си, ЦДНА е обявен за шампион. През този сезон няма изпадащи и влизащи отбори от А към Б РФГ.
Честите варирания в броя на отборите в А РФГ продължават и през 60-те години на 20. век. През първите два сезона след реформите от 1958 г., те са 12, в периода 1960 – 1962 г – 14, а до сезон 1967/68 – 16.
В края на 60-те години отново е време за реформи. Настъпват масови обединявания на клубове и окрупняване на физкултурното движение в България. По-известните сливания са тези на ЦСКА „Червено знаме“ и Септември (София) в ЦСКА „Септемврийско знаме“, на столичните Левски и Спартак в Левски-Спартак, на Локомотив (София) и Славия (София) в ЖСК Славия, пловдивските Ботев, Спартак и Академик в АФД Тракия. Подобна е съдбата и на голяма част от провинциалните отбори. Тези реформи се случват през зимната пауза на вече започналия сезон 1968/69. На мястото на Спартак в А група е включен Академик (София) – отбор от В РФГ.
След реформите от зимата на 1968 г. до 2000 г. съставът на А РФГ остава с 16 отбора с две изключения. През сезони 1971/72 и 1972/73 е най-голямото разрастване на А РФГ, когато участват по 18 отбора.

### Висша професионална футболна лига
52-годишната традиция на А РФГ е нарушена на прага на новото хилядолетие, когато ръководителите на БФС предприемат смели реформи. Създадената през есента на 2000 г. Висша професионална футболна лига е съставена от 14 отбора. Толкова се запазват те и през трите първенства на ВПФЛ. Само регламентът през всеки сезон е различен. След края на сезон 2000/01 последните два отбора изпадат директно, а 12-ият играе плейоф за оставане/влизане във ВПФЛ. С историческо значение е промяната в регламента през сезон 2001/02. Първенството на ВПФЛ е разделено на две фази. Първата е редовен сезон, в който 14-те отбора играят всеки срещу всеки в две срещи на разменено гостуване (26 кръга). Втората фаза е плейофна. Групата е разделена на две подгрупи. Завършилите от 1-во до 6-о място в първата фаза играят на разменено гостуване всеки срещу всеки за определяне на шампиона и участниците в евротурнирите, отборите заели местата от 7-о до 14-о на същия принцип играят за определяне на изпадащите отбори. Този уникален в българската футболна история експеримент за формата на първото ниво, не се повтаря през следващия сезон 2002/03. В това последно издание на ВФЛ, нещата изглеждат значително опростени. 14-те отбора играят по познатия регламент на А РФГ всеки срещу всеки в две срещи на разменено гостуване.

### А професионална футболна група
Завръщане към традициите на А ПФГ е създаването на А Професионална футболна група през 2003 г. Форматът е познатият от преди 2000 г. – 16 отбора. Регламентът е същият – всеки срещу всеки в две срещи на разменено гостуване. През сезон 2005/06 от името на групата отпада „Професионална“ и остава A футболна група. Преди началото на сезон 2013/14, ръководството на БФС решава в А футболна група да участват 14 отбора.

### Първа професионална футболна лига
На 7 юни 2016 г. името на първенството е променено на „Първа професионална футболна лига“, или съкратеното Първа лига след одобрение на нови критерии за лицензиране на клубовете.
Според Наредбата за първенствата и турнирите по футбол в системата на БФС за 2017/18 в първата фаза отборите ще изиграят по два мача всеки срещу всеки на разменено гостуване, т.е. в редовния сезон отново ще има 26 кръга. Във втората фаза на шампионата тимовете ще запазят точковия си актив, като отново ще бъдат разделени на първа шестица и втора осмица. Класиралите се от първо до шесто място ще играят по две срещи всеки срещу всеки на разменено гостуване, като след тяхното провеждане ще се определи шампионът на България, който ще получи правото да участва в предварителните кръгове на Шампионската лига, подгласникът му и третият роден представител в Лига Европа.
Отборите, класирали се в редовния сезон от 7-о до 14-о място, отново ще оформят две групи. В Група А ще попаднат 7-ият, 10-ият, 11-ият и 14-ият в класирането след първата фаза. В Група Б ще са съответно 8-ият, 9-ият, 12-ият и 13-ият. Тимовете от всяка една група ще играят по два мача на разменено гостуване всеки срещу всеки. След изиграването на срещите от двете групи, в зависимост от крайното си класиране, клубовете се разделят на първи и втори поток. В първия поток попадат отборите, които са заели първите две места в групите. Лидерът в Група А играе с втория в Група Б, а заелият второ място в Група А – с първия в Група Б. Крайните победители от двата сблъсъка се изправят един срещу друг във финал от два мача на разменено гостуване, като домакин в срещата е отборът с по-ниско класиране от първата фаза на шампионата.
Победителят ще се изправи срещу отбора от първата шестица, заел последното място, даващо право на участие в Лига Европа за сезон 2018/19. Четвъртият представител на България в европейските клубни турнири ще бъде определен по системата на отстраняване в една среща, като домакин в нея ще бъде отборът от първата шестица. Важно уточнение: при условие че един от двата отбора, класирали се за финала, спечели турнира за Купата на България (както се получава с Ботев (Пловдив) през 2016 г.), финалът не се провежда, като другият отбор се изправя директно срещу противника си от първата шестица.
Във втория поток заелият трето място в Група А играе с класиралия се на четвърто място в Група Б. Четвъртият в Група А се изправя срещу третия от Група Б. И тук се играе по системата на отстраняване в два мача, като домакин в първия двубой е отборът с по-ниско класиране в групата си. Крайните победители се изправят един срещу друг във финал от два мача на разменено гостуване, като триумфиралият в сблъсъка запазва мястото си в Първа лига за сезон 2018/19. Загубилият играе бараж за оцеляване с третия във Втора професионална футболна лига. Загубилите мачовете си се изправят един срещу друг в два мача на разменено гостуване, като загубилият директно отпада във Втора лига. Победителят играе бараж с класиралия се на второ място във Втора лига. И двата баража се провеждат в една среща на неутрален терен, като символичен домакин е отборът от по-горната група.

## Отбори
За сезон 2025/2026:
- Арда
- Берое
- Ботев (Враца)
- Ботев (Пловдив)
- Добруджа
- Левски (София)
- Локомотив (Пловдив)
- Локомотив (София)
- Лудогорец
- Монтана
- Септември (София)
- Славия
- Спартак (Варна)
- ЦСКА 1948
- ЦСКА (София)
- Черно море

## Почетна листа

### Най-много мачове
| №  | Име               | Отбори | Мачове |
| -- | ----------------- | --- | ------ |
| 1  | Георги Илиев      | 318 – Черно море, 87 – Локомотив (Пд), 56 – ЦСКА                                                                       | 461    |
| 2  | Мартин Камбуров   | 227 – Локо (Пд), 20 – Спартак (Пл), 17 – Ботев (Пд), 44 – Локо (Сф), 11 – ЦСКА (Сф), 122 – Берое (Стз), 15 – ЦСКА 1948 | 456    |
| 3  | Марин Бакалов     | 363 – Ботев (Пд), 46 – ЦСКА, 26 – Спартак (Пд), 15 – Марица, 14 – Олимпик (Тетевен)                                    | 454    |
| 4  | Динко Дерменджиев | Ботев (Пд) | 447    |
| 5  | Виден Апостолов   | 429 – Ботев (Пд), 15 – Локомотив (Сф)                                                                                  | 444    |
| 6  | Тодор Марев       | Черно море | 422    |
| 7  | Христо Бонев      | 404 – Локомотив (Пд), 6 – ЦСКА                                                                                         | 410    |
| 8  | Запрян Раков      | 359 – Ботев (Пд), 14 – Спартак (Пд), 15 – Марица, 15 – Олимпик (Тетевен)                                               | 403    |
| 9  | Малин Орачев      | 91 – Пирин (Бл), 201 – Нафтекс, 106 – Локомотив (Сф)                                                                   | 398    |
| 10 | Тодор Янчев       | 88 – Нефтохимик, 290 – ЦСКА, 17 – Славия                                                                               | 395    |

- С удебелен шрифт са футболистите, които не са прекратили кариерата си.

### Най-много голове
| №  | Име               | Отбори | Голове |
| -- | ----------------- | --- | ------ |
| 1  | Мартин Камбуров   | 145 – Локомотив (Пд), 57 – Берое, 34 – Локомотив (Сф), 9 – ЦСКА 1948, 5 – Спартак (Пл), 3 – Ботев (Пд), 3 – ЦСКА | 256    |
| 2  | Петър Жеков       | 8 – Димитровград, 101 – Берое, 144 – ЦСКА                                                                        | 253    |
| 3  | Наско Сираков     | 8 – Хасково, 165 – Левски, 4 – Ботев (Пд), 19 – Славия                                                           | 196    |
| 4  | Динко Дерменджиев | Ботев (Пд) | 194    |
| 5  | Христо Бонев      | 180 – Локомотив (Пд), 5 – ЦСКА                                                                                   | 185    |
| 6  | Пламен Гетов      | 2 – Етър, 109 – Спартак (Пл), 8 – ЦСКА, 26 – Левски (Сф), 20 – Шумен                                             | 164    |
| 7  | Никола Котков     | 144 – Локомотив (Сф), 3 – ЖСК Славия, 18 – Левски (Сф)                                                           | 163    |
| 8  | Стефан Богомилов  | Черно море | 162    |
| 9  | Петър Михтарски   | 77 – Пирин (Бл), 46 – Левски (Сф), 32 – ЦСКА                                                                     | 158    |
| 10 | Петко Петков      | 144 – Берое, 8 – Академик (Св)                                                                                   | 152    |

## Шампиони на България
В скоби е посочен броят на спечелените шампионски титли на отбора до съответния сезон (само за отбори с повече от 1 титла)
| Година  | Победител                       | Втори                      | Трети                                  | Голмайстор на първенството     | Клуб                               | Гола                      | Треньор на шампиона              |
| ------- | ------------------------------- | -------------------------- | -------------------------------------- | ------------------------------ | ---------------------------------- | ------------------------- | -------------------------------- |
| 2025/26 |                                 |                            |                                        |                                |                                    |                           |                                  |
| 2024/25 | Лудогорец (14)                  | Левски                     | Черно море                             | Сантяго Годой                  | Берое                              | 18 гола                   | Игор Йовичевич                   |
| 2023/24 | Лудогорец (13)                  | Черно море                 | ЦСКА                                   | Александър Колев               | Крумовград                         | 15 гола                   | Георги Дерменджиев               |
| 2022/23 | Лудогорец (12)                  | ЦСКА                       | ЦСКА 1948                              | Ивайло Чочев                   | ЦСКА 1948                          | 21 гола                   | Ивайло Петев                     |
| 2021/22 | Лудогорец (11)                  | ЦСКА                       | Ботев (Пловдив)                        | Пиерос Сотириу                 | Лудогорец (Разград)                | 17 (25 мача)              | Анте Шимунджа                    |
| 2020/21 | Лудогорец (10)                  | Локомотив (Пловдив)        | ЦСКА                                   | Клаудиу Кешерю                 | Лудогорец (Разград)                | 17 (26 мача)              | Валдас Дамбраускас               |
| 2019/20 | Лудогорец (9)                   | ЦСКА                       | Славия                                 | Мартин Камбуров                | Берое                              | 18 (29 мача)              | Павел Върба                      |
| 2018/19 | Лудогорец (8)                   | ЦСКА                       | Левски (София)                         | Станислав Костов               | Левски (София)                     | 23 (35 мача)              | Стойчо Стоев                     |
| 2017/18 | Лудогорец (7)                   | ЦСКА                       | Левски (София)                         | Клаудиу Кешерю                 | Лудогорец (Разград)                | 26 (30 мача)              | Димитър Димитров – Херо          |
| 2016/17 | Лудогорец (6)                   | ЦСКА                       | Левски (София)                         | Клаудиу Кешерю                 | Лудогорец (Разград)                | 22 (29 мача)              | Георги Дерменджиев               |
| 2015/16 | Лудогорец (5)                   | Левски (София)             | Берое (Стара Загора)                   | Мартин Камбуров                | Локомотив (Пловдив)                | 18 (28 мача)              | Георги Дерменджиев               |
| 2014/15 | Лудогорец (4)                   | Берое                      | Локомотив София                        | Антонио Салас Кинта            | Левски София                       | 14 (32 мача)              | Георги Дерменджиев               |
| 2013/14 | Лудогорец (3)                   | ЦСКА                       | Литекс Ловеч                           | Вилмар Джордан Мартин Камбуров | Литекс Ловеч Локомотив (Пловдив)   | 20 (35 мача)              | Стойчо Стоев                     |
| 2012/13 | Лудогорец (2)                   | Левски                     | ЦСКА                                   | Базил де Карвальо              | Левски                             | 19 (25 мача)              | Ивайло Петев                     |
| 2011/12 | Лудогорец (1)                   | ЦСКА                       | Левски                                 | Жуниор Мораеш Иван Стоянов     | ЦСКА Лудогорец                     | 16 (24 мача) 16 (25 мача) | Ивайло Петев                     |
| 2010/11 | Литекс Ловеч (4)                | Левски                     | ЦСКА                                   | Гара Дембеле                   | Левски                             | 26 (24 мача)              | Любослав Пенев                   |
| 2009/10 | Литекс Ловеч (3)                | ЦСКА                       | Левски                                 | Вилфред Нифлор                 | Литекс (Ловеч)                     | 19 (27 мача)              | Ангел Червенков                  |
| 2008/09 | Левски София (26)               | ЦСКА                       | Черно море                             | Мартин Камбуров                | Локомотив (София)                  | 17 (15 мача)              | Емил Велев                       |
| 2007/08 | ЦСКА (31)                       | Левски София               | Локомотив София                        | Георги Христов                 | Ботев Пловдив                      | 19 (30 мача)              | Стойчо Младенов                  |
| 2006/07 | Левски София (25)               | ЦСКА                       | Локомотив София                        | Цветан Генков                  | Локомотив (София)                  | 28 (30 мача)              | Станимир Стоилов                 |
| 2005/06 | Левски София (24)               | ЦСКА                       | Литекс Ловеч                           | Миливое Новакович Жозе Фуртадо | Литекс Ловеч Вихрен и ЦСКА         | 16 (28 мача)              | Станимир Стоилов                 |
| 2004/05 | ЦСКА (30)                       | Левски София               | Локомотив Пловдив                      | Мартин Камбуров                | Локомотив Пловдив                  | 27 (30 мача)              | Миодраг Йешич                    |
| 2003/04 | Локомотив Пловдив               | Левски София               | ЦСКА                                   | Мартин Камбуров                | Локомотив Пловдив                  | 25 (30 мача)              | Едуард Ераносян                  |
| 2002/03 | ЦСКА (29)                       | Левски София               | Литекс Ловеч                           | Георги Чиликов                 | Левски София                       | 22 (26 мача)              | Стойчо Младенов                  |
| 2001/02 | Левски София (23)               | Литекс Ловеч               | ЦСКА                                   | Владимир Манчев                | ЦСКА                               | 26 (38 мача)              | Славолюб Муслин                  |
| 2000/01 | Левски София (22)               | ЦСКА                       | Велбъжд (Кюстендил)                    | Георги Иванов                  | Левски София                       | 21 (26 мача)              | Люпко Петрович                   |
| 1999/00 | Левски София (21)               | ЦСКА                       | Велбъжд (Кюстендил)                    | Михаил Михайлов                | Велбъжд (Кюстендил)                | 20 (30 мача)              | Димитър Димитров                 |
| 1998/99 | Литекс Ловеч (2)                | Левски 1914                | Левски (Кюстендил)                     | Димчо Беляков                  | Литекс Ловеч                       | 21 (30 мача)              | Ферарио Спасов                   |
| 1997/98 | Литекс Ловеч (1)                | Левски 1914                | ЦСКА                                   | Бончо Генчев Антон Спасов      | ЦСКА Нефтохимик (Бургас)           | 17 (30 мача)              | Димитър Димитров                 |
| 1996/97 | ЦСКА (28)                       | Нефтохимик (Бургас)        | Славия София                           | Тодор Праматаров               | Славия София                       | 26 (30 мача)              | Георги Василев                   |
| 1995/96 | Славия София (7)                | Левски 1914                | Локомотив София                        | Иво Георгиев                   | Спартак (Варна)                    | 21 (30 мача)              | Стоян Коцев                      |
| 1994/95 | Левски 1914 (20)                | Локомотив София            | Ботев (Пд.)                            | Петър Михтарски                | ЦСКА                               | 23 (30 мача)              | Георги Василев                   |
| 1993/94 | Левски 1914 (19)                | ЦСКА                       | Ботев (Пд.)                            | Наско Сираков                  | Левски 1914                        | 28 (28 мача)              | Георги Василев                   |
| 1992/93 | Левски 1914 (18)                | ЦСКА                       | Ботев (Пд.)                            | Пламен Гетов                   | Левски 1914                        | 26 (30 мача)              | Иван Вутов                       |
| 1991/92 | ЦСКА (27)                       | Левски 1914                | Локомотив Пловдив                      | Наско Сираков                  | Левски 1914                        | 26 (30 мача)              | Аспарух Никодимов                |
| 1990/91 | Етър                            | ЦСКА                       | Славия София                           | Ивайло Йорданов                | Локомотив (Горна Оряховица)        | 21 (30 мача)              | Георги Василев                   |
| 1989/90 | ЦСКА (26)                       | Славия София               | Етър                                   | Христо Стоичков                | ЦСКА                               | 38 (30 мача)              | Димитър Пенев                    |
| 1988/89 | ЦФКА „Средец“ (25)              | Витоша                     | Етър                                   | Христо Стоичков                | ЦФКА „Средец“                      | 23 (30 мача)              | Димитър Пенев                    |
| 1987/88 | Витоша (17)                     | ЦФКА „Средец“              | Тракия Пловдив                         | Наско Сираков                  | Витоша                             | 28 (30 мача)              | Васил Методиев                   |
| 1986/87 | ЦФКА „Средец“ (24)              | Витоша                     | Тракия Пловдив                         | Наско Сираков                  | Витоша                             | 36 (30 мача)              | Димитър Пенев                    |
| 1985/86 | Берое                           | Тракия Пловдив             | Славия София                           | Атанас Пашев                   | Тракия Пловдив                     | 30 (30 мача)              | Евгени Янчовски                  |
| 1984/85 | Левски-Спартак (16)             | ЦСКА „Септемврийско знаме“ | Тракия Пловдив                         | Пламен Гетов                   | Спартак (Плевен)                   | 26 (30 мача)              | Васил Методиев                   |
| 1983/84 | Левски-Спартак (15)             | ЦСКА „Септемврийско знаме“ | ЖСК-Спартак (Варна)                    | Едуард Ераносян                | Локомотив (Пловдив)                | 20 (30 мача)              | Васил Методиев                   |
| 1982/83 | ЦСКА „Септемврийско знаме“ (23) | Левски-Спартак             | Тракия Пловдив                         | Антим Пехливанов               | Тракия Пловдив                     | 20 (30 мача)              | Манол Манолов                    |
| 1981/82 | ЦСКА „Септемврийско знаме“ (22) | Левски-Спартак             | Славия София                           | Михаил Вълчев                  | Левски-Спартак                     | 24 (30 мача)              | Аспарух Никодимов                |
| 1980/81 | ЦСКА „Септемврийско знаме“ (21) | Левски-Спартак             | Тракия Пловдив                         | Георги Славков                 | Тракия Пловдив                     | 31 (23 мача)              | Аспарух Никодимов                |
| 1979/80 | ЦСКА „Септемврийско знаме“ (20) | Славия София               | Левски-Спартак                         | Спас Джевизов                  | ЦСКА „Септемврийско знаме“         | 21 (30 мача)              | Аспарух Никодимов                |
| 1978/79 | Левски-Спартак (14)             | ЦСКА „Септемврийско знаме“ | Локомотив София                        | Руси Гочев                     | Черноморец (Бургас) Левски-Спартак | 19 (30 мача)              | Иван Вуцов                       |
| 1977/78 | Локомотив София (4)             | ЦСКА „Септемврийско знаме“ | Левски-Спартак                         | Стойчо Младенов                | Берое (Стара Загора)               | 21 (30 мача)              | Васил Методиев                   |
| 1976/77 | Левски-Спартак (13)             | ЦСКА „Септемврийско знаме“ | Марек (Станке Димитров)                | Павел Панов                    | Левски-Спартак                     | 20 (30 мача)              | Васил Спасов                     |
| 1975/76 | ЦСКА „Септемврийско знаме“ (19) | Левски-Спартак             | Академик (София)                       | Петко Петков                   | Берое (Стара Загора)               | 19 (30 мача)              | Серги Йоцов                      |
| 1974/75 | ЦСКА „Септемврийско знаме“ (18) | Левски-Спартак             | Славия София                           | Иван Притъргов                 | Тракия Пловдив                     | 20 (30 мача)              | Манол Манолов                    |
| 1973/74 | Левски-Спартак (12)             | ЦСКА „Септемврийско знаме“ | Локомотив Пловдив                      | Петко Петков                   | Берое (Стара Загора)               | 20 (30 мача)              | Димитър Дойчинов                 |
| 1972/73 | ЦСКА „Септемврийско знаме“ (17) | Локомотив Пловдив          | Славия София                           | Петър Жеков                    | ЦСКА „Септемврийско знаме“         | 29 (34 мача)              | Манол Манолов                    |
| 1971/72 | ЦСКА „Септемврийско знаме“ (16) | Левски-Спартак             | Берое                                  | Петър Жеков                    | ЦСКА „Септемврийско знаме“         | 27 (34 мача)              | Манол Манолов                    |
| 1970/71 | ЦСКА „Септемврийско знаме“ (15) | Левски-Спартак             | Ботев (Враца)                          | Димитър Якимов                 | ЦСКА „Септемврийско знаме“         | 26 (30 мача)              | Манол Манолов                    |
| 1969/70 | Левски-Спартак (11)             | ЦСКА „Септемврийско знаме“ | ЖСК-Славия София                       | Петър Жеков                    | ЦСКА „Септемврийско знаме“         | 31 (30 мача)              | Рудолф Витлачил                  |
| 1968/69 | ЦСКА „Септемврийско знаме“ (14) | Левски-Спартак             | Локомотив Пловдив                      | Петър Жеков                    | ЦСКА „Септемврийско знаме“         | 36 (30 мача)              | Стоян Орманджиев                 |
| 1967/68 | Левски София (10)               | ЦСКА „Червено знаме“       | Локомотив София                        | Петър Жеков                    | Берое (Стара Загора)               | 31 (30 мача)              | Кръстьо Чакъров                  |
| 1966/67 | Ботев (Пловдив) (2)             | Славия София               | Левски София                           | Петър Жеков                    | Берое (Стара Загора)               | 21 (30 мача)              | Васил Спасов                     |
| 1965/66 | ЦСКА „Червено знаме“ (13)       | Левски София               | Славия София                           | Трайчо Спасов                  | Марек (Станке Димитров)            | 21 (30 мача)              | Стоян Орманджиев                 |
| 1964/65 | Левски София (9)                | Локомотив София            | Славия София                           | Георги Аспарухов               | Левски София                       | 27 (30 мача)              | Рудолф Витлачил                  |
| 1963/64 | Локомотив София (3)             | Левски София               | Славия София                           | Никола Цанев                   | ЦСКА „Червено знаме“               | 26 (30 мача)              | Георги Берков                    |
| 1962/63 | Спартак Пловдив                 | Ботев Пловдив              | ЦДНА                                   | Тодор Диев                     | Спартак (Пловдив)                  | 26 (30 мача)              | Димитър Байкушев                 |
| 1961/62 | ЦДНА (12)                       | Спартак Пловдив            | Левски София                           | Никола Йорданов                | Дунав Русе                         | 20 (26 мача)              | Крум Милев                       |
| 1960/61 | ЦДНА (11)                       | Левски София               | Ботев Пловдив                          | Иван Сотиров                   | Ботев Пловдив                      | 20 (26 мача)              | Крум Милев                       |
| 1959/60 | ЦДНА (10)                       | Левски София               | Локомотив София                        | Христо Илиев Любен Костов      | Левски София Спартак (Варна)       | 12 (22 мача)              | Крум Милев                       |
| 1958/59 | ЦДНА (9)                        | Славия София               | Левски София                           | Александър Василев             | Славия София                       | 13 (22 мача)              | Крум Милев                       |
| 1958    | ЦДНА (8)                        | Левски София               | Спартак (Плевен)                       | Добромир Ташков                | Славия София                       | 9 (11 мача)               | Крум Милев                       |
| 1957    | ЦДНА (7)                        | Локомотив София            | Динамо                                 | Христо Илиев                   | Динамо                             | 14 (22 мача)              | Крум Милев                       |
| 1956    | ЦДНА (6)                        | Динамо                     | СКНА (Пловдив)                         | Павел Владимиров               | Миньор Димитрово                   | 16 (22 мача)              | Крум Милев                       |
| 1955    | ЦДНА (5)                        | Ударник (София)            | Спартак (Сталин)                       | Тодор Диев                     | Спартак (Пловдив)                  | 13 (26 мача)              | Крум Милев                       |
| 1954    | ЦДНА (4)                        | Ударник (София)            | Локомотив София                        | Добромир Ташков                | Ударник (София)                    | 25 (26 мача)              | Крум Милев                       |
| 1953    | Динамо (8)                      | ОСГ (София)                | ВМС (Варна)                            | Димитър Минчев                 | Спартак (Плевен) ВВС (София)       | 15 (28 мача)              | Димитър Мутафчиев                |
| 1952    | ЦДНВ (3)                        | Спартак (София)            | Локомотив София                        | Добромир Ташков Димитър Исаков | Спартак (София) Ударник (София)    | 10 (22 мача)              | Крум Милев                       |
| 1951    | ЦДНВ (2)                        | Спартак (София)            | Динамо                                 | Димитър Миланов                | ЦДНВ                               | 13 (22 мача)              | Крум Милев                       |
| 1950    | Динамо (7)                      | Строител                   | Академик (София)                       | Любомир Хранов                 | Динамо                             | 11 (18 мача)              | Иван Радоев                      |
| 1948/49 | Динамо (6)                      | ЦДНВ                       | Локомотив София                        | Димитър Миланов Недко Недев    | ЦДНВ Ботев при ДНВ (Варна)         | 11 (18 мача)              | Рижьо Шомлай                     |
| 1948    | Септември при ЦДВ (1)           | Левски София               | Спартак (Варна) Марек (Дупница)        |                                |                                    |                           | Константин Николов Христо Нелков |
| 1947    | Левски София (5)                | Локомотив София            | Левски (Пловдив) Спартак (София)       |                                |                                    |                           | Иван Радоев                      |
| 1946    | Левски София (4)                | Локомотив София            | Спартак (Варна) Бенковски (Видин)      |                                |                                    |                           | Иван Радоев                      |
| 1945    | Локомотив София (2)             | Спортист (София)           | Спартак (Варна) СП 45(Пловдив)         |                                |                                    |                           |                                  |
| 1944    | първенството не завършва        | първенството не завършва   | първенството не завършва               | първенството не завършва       | първенството не завършва           | първенството не завършва  | първенството не завършва         |
| 1943    | Славия София (6)                | Левски София               | Левски Пловдив Ботев (Пд.)             |                                |                                    |                           | Димитър Байкушев                 |
| 1942    | Левски София (3)                | Македония (Скопие)         | Славия София                           |                                |                                    |                           | Асен Панчев                      |
| 1941    | Славия София (5)                | ЖСК София                  | Левски Пловдив                         |                                |                                    |                           |                                  |
| 1940    | ЖСК София (1)                   | Левски София               | Славия София                           | Янко Стоянов                   | Левски София                       | 14 (18 мача)              |                                  |
| 1939    | Славия София (4)                | Владислав Варна            | Тича Варна                             | Георги Пачеджиев               | АС-23 София                        | 14 (18 мача)              |                                  |
| 1938    | Тича Варна                      | Владислав Варна            | Шипка (София)                          | Крум Милев                     | Славия София                       | 12 (18 мача)              |                                  |
| 1937    | Левски София (2)                | Левски (Русе)              | Владислав Варна Ботев (Пд.)            |                                |                                    |                           | Кирил Йовович                    |
| 1936    | Славия София (3)                | Тича Варна                 | Георги Дражев (Ямбол) Кракра Перник    |                                |                                    |                           |                                  |
| 1935    | Спортклуб София                 | Тича Варна                 | Панайот Волов (Шумен) Ботев Пазарджик  |                                |                                    |                           |                                  |
| 1934    | Владислав Варна (3)             | Славия София               | Напредък (Русе) Светослав Стара Загора |                                |                                    |                           | Алекси Алексиев                  |
| 1933    | Левски София (1)                | Шипченски Сокол            | Напредък (Русе) Ботев Ямбол            |                                |                                    |                           | Цветан Генев                     |
| 1932    | Шипченски Сокол                 | Славия София               | Сокол Пловдив Победа 26 Плевен         |                                |                                    |                           | Ференц Фан                       |
| 1931    | АС-23                           | Шипченски Сокол            | Напредък (Русе)                        |                                |                                    |                           |                                  |
| 1930    | Славия София (2)                | Владислав Варна            | Ботев (Пд.)                            |                                |                                    |                           |                                  |
| 1929    | Ботев (Пловдив) (1)             | Левски София               | Шипченски Сокол                        |                                |                                    |                           | Никола Щерев                     |
| 1928    | Славия София (1)                | Владислав Варна            | Левски Пловдив Левски (Русе)           |                                |                                    |                           |                                  |
| 1927    | шампионатът е прекъснат         | шампионатът е прекъснат    | шампионатът е прекъснат                | шампионатът е прекъснат        | шампионатът е прекъснат            | шампионатът е прекъснат   | шампионатът е прекъснат          |
| 1926    | Владислав Варна (2)             | Славия София               | Левски (Русе) Ботев Пазарджик          |                                |                                    |                           | Ернст Мург                       |
| 1925    | Владислав Варна (1)             | Левски София               | Левски Дупница БП25 Плевен             |                                |                                    |                           | Ернст Мург                       |
| 1924    | първенството не завършва        | първенството не завършва   | първенството не завършва               | първенството не завършва       | първенството не завършва           | първенството не завършва  | първенството не завършва         |

## Хронология

### Представяне

#### По отбор
Бележка: В получер са отборите, които участват в настоящото първенство на А група. Отборите в курсив вече не съществуват. /Плъзни надясно/
| Отбор                    | Шампион | Вицешампион | Трето място (полуфинал)***** | Шампионат |
| ------------------------ | ------- | ----------- | ---------------------------- | --- |
| ЦСКА (София)             | 31      | 28          | 6                            | 1948, 1951, 1952, 1954, 1955, 1956, 1957, 1958, 1959, 1960, 1961, 1962, 1966, 1969, 1971, 1972, 1973, 1975, 1976, 1980, 1981, 1982, 1983, 1987, 1989, 1990, 1992, 1997, 2003, 2005, 2008 |
| Левски (София)           | 26      | 32          | 10                           | 1933, 1937, 1942, 1946, 1947, 1949, 1950, 1953, 1965, 1968, 1970, 1974, 1977, 1979, 1984, 1985, 1988, 1993, 1994, 1995, 2000, 2001, 2002, 2006, 2007, 2009                               |
| Лудогорец (Разград)      | 14      | 0           | 0                            | 2012, 2013, 2014, 2015, 2016, 2017, 2018, 2019, 2020, 2021, 2022, 2023, 2024, 2025 |
| Славия (София)           | 7       | 10          | 12                           | 1928, 1930, 1936, 1938/39, 1941, 1943, 1996 |
| Локомотив (София)        | 4       | 6           | 10                           | 1939/40, 1945, 1964, 1978 |
| Литекс (Ловеч)           | 4       | 5           | 3                            | 1998, 1999, 2010, 2011 |
| Владислав (Варна)        | 3       | 4           | 1(1)                         | 1925, 1926, 1934 |
| Ботев (Пловдив)          | 2       | 2           | 13(2)                        | 1929, 1967 |
| Спартак (Варна)***       | 1       | 2           | 6(3)                         | 1932 |
| Тича (Варна)             | 1       | 2           | 3                            | 1938 |
| Локомотив (Пловдив)      | 1       | 1           | 4                            | 2004 |
| Берое (Стара Загора)     | 1       | 1           | 2                            | 1986 |
| Спартак (Пловдив)        | 1       | 1           | 0                            | 1963 |
| Етър (Велико Търново)    | 1       | 0           | 2                            | 1991 |
| Спортклуб (София)****    | 1       | 0           | 0                            | 1935 |
| АС`23 (София)            | 1       | 0           | 0                            | 1931 |
| Левски (Русе)            | 0       | 1           | 2(2)                         | |
| Македония (Скопие)       | 0       | 1           | 0                            | |
| Спортист (София)         | 0       | 1           | 0                            | |
| Нефтохимик (Бургас)      | 0       | 1           | 0                            | |
| Левски (Пловдив)         | 0       | 0           | 4(3)                         | |
| Велбъжд (Кюстендил)      | 0       | 0           | 3                            | |
| Напредък (Русе)          | 0       | 0           | 3(2)                         | |
| Академик (София)         | 0       | 0           | 2                            | |
| Марек (Дупница)          | 0       | 0           | 2(1)                         | |
| Хебър (Пазарджик)        | 0       | 0           | 2(2)                         | |
| Тунджа (Ямбол)           | 0       | 0           | 2(2)                         | |
| Ботев (Враца)            | 0       | 0           | 1                            | |
| Спартак (Плевен)         | 0       | 0           | 1                            | |
| ЦСКА 1948                | 0       | 0           | 1                            | |
| Миньор (Перник)          | 0       | 0           | 1(1)                         | |
| Панайот Волов (Шумен)    | 0       | 0           | 1(1)                         | |
| Бдин (Видин)             | 0       | 0           | 1(1)                         | |
| Спартак (София)          | 0       | 0           | 1(1)                         | |
| Сокол (Пловдив)          | 0       | 0           | 1(1)                         | |
| Шипка (София)            | 0       | 0           | 1(1)                         | |
| СП 45 (Пловдив)          | 0       | 0           | 1(1)                         | |
| Левски (Дупница)         | 0       | 0           | 1(1)                         | |
| БП25 (Пловдив)           | 0       | 0           | 1(1)                         | |
| Победа 26 (Плевен)       | 0       | 0           | 1(1)                         | |
| Светослав (Стара Загора) | 0       | 0           | 1(1)                         | |

*** – Спартак (Варна) е приемник на успехите на Шипченски сокол (Варна).
**** – Спортклуб (София) е предшественик на Септември, който обаче не унаследява успехите на Спортклуб (София).
***** – В скоби са записани поделените трети места, които са се получавали при провеждането на шампионата на България в елиминаторна схема.

#### По градове
Таблицата показва българските шампиони по градове.
| Място | Град           | Титли | Печеливши отбори                                                                         |
| ----- | -------------- | ----- | ---------------------------------------------------------------------------------------- |
| 1     | София          | 70    | ЦСКА (31), Левски (26), Славия (7), Локомотив (4), Атлетик Слава 1923 (1), Спортклуб (1) |
| 2     | Разград        | 14    | Лудогорец (14)                                                                           |
| 3     | Варна          | 5     | Владислав (3), Черно море (1) (като Тича*), Спартак (1) (като Шипченски сокол**),        |
| 4     | Пловдив        | 4     | Ботев (2), Локомотив (1), Спартак (1)                                                    |
| 4     | Ловеч          | 4     | Литекс (4)                                                                               |
| 5     | Стара Загора   | 1     | Берое (1)                                                                                |
| 5     | Велико Търново | 1     | Етър (1)                                                                                 |

* Черно море (Варна) е създаден след обединението на Владислав и Тича.
**Спартак (Варна) е създаден след обединението на Шипченски сокол с Левски (Варна) и Радецки (Варна) и приема историята и успехите на Шипченски сокол.

## Ранг в ЕКТ
Понастоящем Първа лига се намира на 24-то място (от 55 първенства) в ранглистата на УЕФА. (7 февруари 2018 г.)
История

Най-високото място в ранглистата на УЕФА, което е достигала А група, е 16-о от 52 клубни асоциации през 2006/07 г. Това става след успешното представяне на българските отбори в евротурнирите. През 2005/06 г. те постигат рекордните 35 точки, с което прибавят към сумарния коефициент 8,75: Левски носи общо 16,25 точки от 7 победи, 2 равни, 5 загуби и 1 точка бонус; Литекс – 9 точки (4 п, 2 р, 4 з); ЦСКА – 8 т. (6 п, 4 з); Локомотив Пд 1,75 т. (1 п, 3 з). През 2006/07 г. Левски е първият български отбор, играл в групите на шампионската лига и донася 8 точки (3 п, 1 р, 6 з, 3 точки бонус); Локомотив Сф – 4,5 т. (3 п, 3 р); Литекс – 4,25 т. (3 п, 2 р, 1 з); ЦСКА – 3,75 т. (2 п, 3 р, 1 з) – всичко 20,5 точки и добавка към рейтинга 5,125. В квалификациите за победа се дава 1 точка, за равен – 0,5 т. за загуба – 0,25 т. В групите и директните елиминации след тях победата носи 2 точки, равният мач – 1 т., а загубата – 0,25 т. През следващите години постиженията на българските отбори намаляват, УЕФА престава да дава точки за загуба и първенството слиза след 21 място в Европа.
| Сезон   | Движение | Място |
| ------- | -------- | ----- |
| 2002/03 |          | 21    |
| 2003/04 | (+1 )    | 20    |
| 2004/05 | (-1 )    | 21    |
| 2005/06 | (+4 )    | 17    |
| 2006/07 | (+1 )    | 16    |
| 2007/08 | (-1 )    | 17    |
| 2008/09 | (0 )     | 17    |
| 2009/10 | (0 )     | 17    |
| 2010/11 | (-4 )    | 21    |
| 2011/12 | (-7 )    | 28    |
| 2012/13 | (0 )     | 28    |
| 2013/14 | (+3 )    | 25    |
| 2014/15 | (0 )     | 25    |
| 2015/16 | (-4 )    | 29    |
| 2016/17 | (+2 )    | 27    |
| 2017/18 | (+3 )    | 24    |
| 2018/19 | (-4 )    | 28    |
| 2019/20 |          |       |
| 2021/22 |          |       |
| 2022/23 |          |       |
| 2023/24 |          |       |

## Излъчване
От 2000 до 2008 г. Българска Национална Телевизия притежава пълните права за излъчване на първенството по Канал 1.
През сезон 2008/09 правата за излъчване са закупени от частните канали TV2 и Ринг ТВ за 3 плюс 2 години. БНТ имат първи избор за всеки кръг.
За сезоните 2009/10 и 2010/11 PRO.BG (бившата TV2) и RING.BG (Ринг ТВ) купуват правата за излъчване на пълния пакет от 6 мача от всеки кръг.
В края на сезон 2010/11, след като PRO.BG се влива в bTV, каналът е преименуван на bTV Action, който продължава излъчване само по кабелната мрежа. Новите собственици не искат да заплатят пълният размер на сумата за правата. Поради недоволството на клубовете се стига и до лишаване от достъп на ТВ камери.
Дни преди началото на сезон 2011/12 частния канал TV7 чрез Валентин Михов и Цветан Василев купува правата и излъчва по 2 мача. Както и преди 3 сезона БНТ1 получава първи избор. Останалата част от мачовете биват излъчвани на живо в интернет от сайтовете Livesport.bg, Bookmakers.bg и Sportline.bg. Купата на България се излъчва от канала на сателитния оператор Булсатком – TV+. Впоследствие обаче отново има неуредици с плащането.
За началото на новия сезон 2012/13 клубовете отказват предложенията за излъчване от 4 телевизии – БНТ, ТВ7, ТВ+ и Нова телевизия и по тази причина първите няколко кръга не са предавани. В крайна сметка от 10 кръг започва излъчване, като каналът на Булсатком – TV+ има 1 и 3 избор, a БНТ – 2 избор. През пролетния сезон се разтрогва договора с ТВ+, като TV7 и News7 получават 1, 3 и 4 избор, а БНТ1 – 2 избор. През пролетта на 2013 г. е сключен нов договор за излъчване за три сезона до 2016 г., със 7 Медия Груп, като срещите се предават по TV7 и News7. По силата на този договор отборите получават общо 4,5 млн. лева годишно, като 40% от тях се разпределят по равно между всички отбори, 30% се разпределят спрямо класирането в средата на сезона, 15% – спрямо класирането в края на сезона и 15% за шестте отбора, които играят мачовете си на осветление („Лудогорец“, „ЦСКА“, „Левски“, „Берое“, „Черноморец“ и „Литекс“). По този начин всеки отбор получава минимум 128 хил. лева за участието си в първенството.
От сезон 2014/15 след като TV7 и News7 изпадат в несъстоятелност и след първите няколко кръга правата преминават в Нова Броудкастинг Груп, която започва излъчване на срещите по Нова телевизия и Диема. От пролетта на 2015 година групата стартира допълнително платен пакет – Диема Екстра, като основните срещи преминават в ефира на новия платен канал Диема Спорт. От сезон 2015/16 групата стартира и втори платен канал – Диема Спорт 2, като удължава договора си до 2020 година и премества всички срещи в допълнително платения телевизионен пакет, като 1 мач на кръг остава по Диема или Нова спорт.